# Лазаревич, Александра
Алекса́ндра Лаза́ревич (серб. Александра Лазаревић / Aleksandra Lazarević; 29 ноября 1995, Ниш) — сербская футболистка, защитница российского клуба «Локомотив» и сборной Сербии.

## Биография
В начале карьеры выступала на родине за «Машинац» (Ниш). Затем играла за черногорскую «Брезницу», с которой в сезоне 2017/18 стала чемпионкой страны. В составе черногорского клуба принимала участие в матчах женской Лиги чемпионов.
В начале 2019 года перешла в российский клуб «Рязань-ВДВ». Дебютный матч в чемпионате России сыграла 14 апреля 2019 года против ижевского «Торпедо», заменив на 84-й минуте Наталью Осипову. Свой первый гол в России забила 1 июня 2019 года в ворота «Енисея». За сезон 2019 года сыграла 20 матчей и забила 4 гола в чемпионате России, стала финалисткой Кубка страны. Всего в рязанском клубе провела три сезона, сыграв более 50 матчей. В 2021 году была капитаном команды.
В 2022 году перешла в петербургский «Зенит», где стала Чемпионом России 2022, 2023 и 2024 годов, после чего покинула «Зенит» и перешла в «Локомотив».
Выступала за юношескую и молодёжную сборную Сербии. В национальной сборной сыграла первый официальный матч 24 ноября 2013 года против Израиля, заменив на 75-й минуте Елену Чубрило, однако затем несколько лет не выступала за сборную. Снова начала призываться в команду с 2018 года.